# هاري بوتر ومقدسات الموت – الجزء 2 (لعبة فيديو)
هاري بوتر ومقدسات الموت الجزء الثاني (بالإنجليزية: Harry Potter and the Deathly Hallows)‏ هي لعبة فيديو من نوع مواجهة المخاطر والتخفي والتسلل والسحر ومغامرات، تاريخ صدورها عام 2011 وهي متوفرة على أحهزة الإكس بوكس وبلاي ستيشن 3، نشرت من قبل إلكترونيك أرتس وطورت من قبل وارنر برذرز غيمز، وهي الجزء الأخير من سلسلة هاري بوتر للألعاب.

## روابط خارجية
- هاري بوتر أند ذا دثلي هالوز 2 على موقع IMDb (الإنجليزية)